# Polski Związek Łyżwiarstwa Figurowego
Polski Związek Łyżwiarstwa Figurowego (PZŁF) – ogólnokrajowy związek sportowy (stowarzyszenie), działający na terenie Rzeczypospolitej Polskiej, posiadający osobowość prawną, będący jedynym prawnym reprezentantem polskiego łyżwiarstwa figurowego i synchronicznego (we wszystkich konkurencjach i kategoriach wiekowych) w kraju i za granicą. PZŁF zrzesza zawodników, trenerów i działaczy dyscypliny. 
Powstał w 1921 roku jako Polski Związek Łyżwiarski, zrzeszający zarówno łyżwiarzy figurowych, jak i panczenistów. Prezesem został Aleksander Bobkowski. Organizacja początkowo miała swoją siedzibę we Lwowie, ale już w 1922 przeniosła się do Warszawy. Była w kontakcie z Międzynarodową Unią Łyżwiarską, gdyż jej członkiem od roku 1898 było Warszawskie Towarzystwo Łyżwiarskie. W 1957 roku wydzieliły się z niej dwa związki: Polski Związek Łyżwiarstwa Figurowego oraz Polski Związek Łyżwiarstwa Szybkiego. Pierwszym prezesem PZŁF został Zbigniew Iwasiewicz.

## Prezes PZŁF
| Lp. | Prezes              | Kadencja   |
| --- | ------------------- | ---------- |
| 1.  | Zbigniew Iwasiewicz | 1957–?     |
| 2.  | Bolesław Machcewicz | NO         |
| 3.  | Wojciech Michalik   | NO         |
| 4.  | Janusz Wachowiak    | 1984–2001  |
| 5.  | Zenon Dagiel        | 2001–2017  |
| 6.  | Marek Kaliszek      | 2017–2018  |
| 7.  | Jacek Tascher       | 2018–nadal |